# Effi Briest

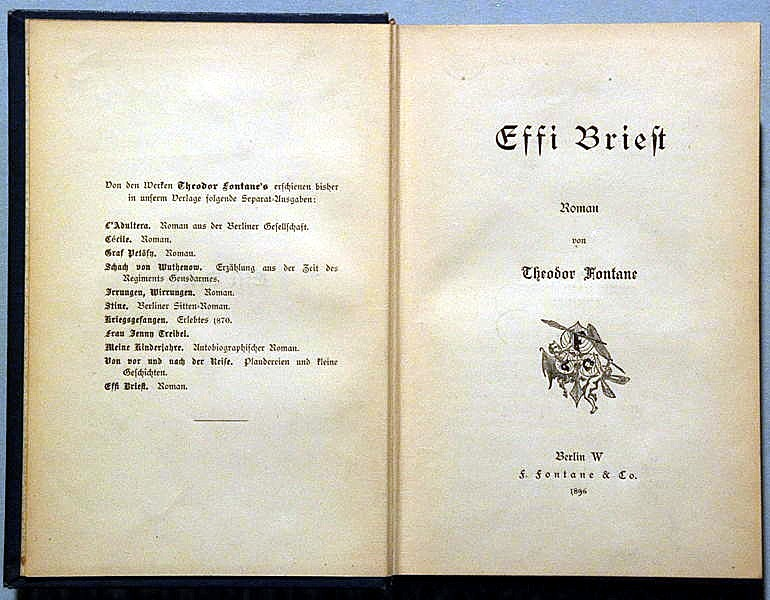

Effi Briest és una novel·la de Theodor Fontane, publicada el 1895, que es considera una de les obres mestres del realisme literari alemany, representant el punt àlgid de l'art narratiu de Fontane. Aquesta obra, amb el nom del seu protagonista com a títol, és comparada pel seu tema de l'adulteri amb altres grans clàssics com Madame Bovary de Flaubert, Anna Karenina de Tolstói, La Regenta de "Clarín" o El cosí Basilio, d'Eça de Queiroz. Alhora, la novel·la emet una crítica contundent a la moral burgesa a la Prússia imperial, que prioritza les aparences per damunt de la veritable essència de les persones.

## Origen
La novel·la està inspirada, com revelen les pròpies cartes de Fontane, en el conegut cas "von Ardenne". Al novembre de 1886, el militar prussià Armand von Ardenne (1848-1919) va causar ferides mortals al jutge de districte Emil Hartwich (1843-1886) en un duel de pistoles a Berlín. La raó d'aquest duel va ser la descoberta per part de von Ardenne d'unes cartes d'amor a l'escriptori de la seva esposa, Elizabeth von Plotho (1853-1952). Com els duels estaven prohibits, von Ardenne va ser sotmès a un tribunal militar i condemnat a dos anys de presó. Després de tan sols 18 dies entre reixes, von Ardenne va ser perdonat pel Kàiser Guillem I i posat en llibertat. Immediatament, va iniciar el procés de divorci contra la seva esposa, a qui li van retirar la custòdia dels fills.
Una carta de Fontane a la seva dona datada el 7 d'abril de 1880 va revelar que Fontane havia conegut von Arden mentre passava per casa d'Emma Lessing, la dona de l'editor del diari Vossische Zeitung Na, i possiblement Elizabeth von Plotho.
Fontane va començar a treballar en els primers esbossos de la novel·la entre 1888 i 1889. El 1890, va completar el primer esborrany de la novel·la, que finalment es va titular "Effie Brister". Aparentment, aquest esborrany va ser lliurat a Adolf von Kröner, editor de la revista familiar "Die Gartenlaube", el juliol de 1890. Va ser una de les revistes més populars i de més difusió a l'Imperi alemany de l'època, però Kölner va rebutjar l'esborrany com a inadequat per a la seva revista.
Fontane va reprendre el treball en la novel·la el 1892, i finalment es va publicar en forma de pamflet a la Deutsche Review entre octubre de 1894 i març de 1895. La primera edició va ser publicada en forma de llibre el 17 d'octubre de 1895 per Fontane's Sons, Verlag F.Fontane & Co., encara que la portada diu 1896.

## Trama
La història gira entorn de la vida d'Effi Briest, una jove de la província que es veu atrapada pels rígids costums de l'aristocràcia prussiana. Desafia les normes socials de la fi del segle XIX mitjançant la seva relació extramatrimonial amb un militar anomenat el major von Crampas. Anys després, aquesta relació és descoberta pel seu marit, Gert von Innstetten, fet que desencadena un duel en el qual von Crampas perd la vida.
L'administrador de districte, Gert von Innstetten, havia estat un antic pretendents de la mare d'Effi i té una diferència d'edat de vint anys amb ella. Després de casar-se i passar la seva lluna de mel a Itàlia, s'estableixen a Pomerània, una ciutat a la mar Bàltica. Malgrat la magnífica mansió de l'administrador de districte, Effi no troba la felicitat i viu amb una constant por, ja que creu que la casa està embruixada. Aquesta angoixa és alimentada per Johanna, una criada de la casa. Effi està fermament convencuda que algunes nits, l'esperit d'un petit xinès que va viure a Kessin i va experimentar una mort peculiar apareix a la casa. Aquest fantasma vesteix robes amb els colors blau i groc, els mateixos colors que Werther.
A Kessin, Effi forja una amistat amb Alonzo Gieshübler, el farmacèutic local, que no només li proveeix de diaris i revistes, sinó que també l'acompanya a esdeveniments culturals, convertint-se en la seva única font de consolació. Als nou mesos de matrimoni, Effi dona a llum a una filla anomenada Annie. Durant el seu embaràs, Effi coneix Roswitha, una jove catòlica, a qui contracta com a mainadera per a la seva filla.
En aquest moment, arriba a la ciutat el major von Crampas, que havia compartit servei militar amb Innstetten. A diferència d'Innstetten, que és una persona disciplinada, von Crampas és més emocional i desperta les passions d'Effi. Després de resistir els avanços de von Crampas durant un temps, Effi finalment sucumbeix i es lliura a les seves passions, i inicia una relació adúltera mantinguda en secret.
Unes setmanes després, Innstetten obté un lloc en un ministeri a Berlín. La vida a la gran ciutat resulta ser un alliberament per Effi, i gaudeix d'una relativa felicitat. Vuit anys més tard, mentre Effi passa les vacances a Bad Ems, Innstetten descobreix cartes d'amor a la capsa de brodat d'Effi, que descobreixen la seva infidelitat. Aquest descobriment desencadena un duel en què von Crampas resulta mortalment ferit.
Els pares d'Effi li notifiquen per carta que ja no és benvinguda a la casa familiar, i l'obliguen a traslladar-se a un petit apartament a Berlín amb Roswitha, amb qui desenvolupa una pròxima amistat. Effi emmalalteix i, seguint el consell d'un metge, els seus pares li permeten tornar a casa. Tot i que la seva salut millora una mica, tràgicament mor als 29 anys d'edat.

## Crítica
Effi Briest és una d'aquelles obres afortunades que aconsegueixen una aprovació pràcticament universal de la crítica literària de la seva època. Va ser reconeguda com una obra mestra des del primer moment i va assolir un èxit editorial notable, amb cinc edicions publicades abans de la mort de Fontane, que es va produir en menys de tres anys. A través de les seves cartes, Fontane descriu Effi Briest com el seu "major èxit", rebent nombroses missives de lectors que demanaven més informació sobre la protagonista i expressaven el seu rebuig pel personatge d'Innstetten. Thomas Mann va elogiar la novel·la afirmant que, si es veiés obligat a reduir la seva biblioteca a només sis llibres, Effi Briest seria sens dubte un d'ells.
La història d'Effi Briest ha estat portada al cinema i la televisió alemanya en cinc ocasions. La versió més destacada és la dirigida per Rainer Werner Fassbinder el 1974, amb Hanna Schygulla interpretant el paper principal.

## Edició en català
- Effi Briest, traducció de l'alemany per Nuria Petit. Barcelona, Editorial Destinació, 2004. ISBN 978-84-971-0073-1